# 가네토 노리히토
가네토 노리히토(일본어: 金刃 憲人, 1984년 4월 10일 ~ )는 일본의 프로 야구 선수이며, 재일 한국인 3세 출신으로 대학 3학년 때 일본에 귀화한 한국계 일본인이며 귀화 전 한국명은 유헌인(柳憲人)이다, 퍼시픽 리그인 도호쿠 라쿠텐 골든이글스의 소속 선수(투수)였다.

## 인물

### 프로 입단 전
효고현 아마가사키시 출신으로 부모는 돗토리현 출신이다. 초등학교 1학년 때 연식 야구팀에 입단하면서 야구를 시작했고 4학년 때는 보이즈 리그 팀인 ‘효고 아마가사키’에 이적, 6학년 때 전국 대회에 우승을 이끌었다. 중학교 시절에는 1년 선배이자 후에 팀 동료가 되는 노마구치 다카히코가 있었다.
시립 아마가사키 고등학교에 진학한 이후에는 2학년 때 고시엔 대회에 출전하지는 않았지만 고교 전일본 대만 원정 멤버로 발탁되어 MVP에 선정되었고 3학년 때인 하계 효고 현 대회에서는 도요 대학부속 히메지 고등학교와 상대하여 완봉승을 따낼 때까지 모두 2실점 이내로 호투했다. 그러나 준결승전에서 사카구치 도모타카가 소속된 고베 국제대학 부속고등학교한테 끝내기 패배를 당하면서 4위에 머물렀다.
고교 졸업 후 간사이 학생 야구 연맹에 소속된 리쓰메이칸 대학에 진학, 1학년 때 추계 대회인 교토 대학전에 중간 계투로 첫 등판했고 그 후 간사이 대학전에서는 처음으로 선발 등판했다. 2학년 때 춘계 리그에서 팀이 우승해 제53회 전일본 대학야구 선수권 대회에 출전, 첫 경기인 도쿠야마 대학과 상대하여 패했지만 최고 속도 144 km/h를 기록했다. 3학년 추계 대회의 교토 대학전에서는 노히트 노런을 달성했다. 4학년 때는 춘계와 추계 대회 연속으로 리그 최다 탈삼진을 기록하여 추계 대회에서는 최우수 투수와 베스트 나인에도 선정되었다. 2006년 가을에 있은 프로 야구 대학·사회인 드래프트에서 희망 입단범위로 요미우리 자이언츠에 입단했다.

### 요미우리 자이언츠 시절

#### 2007년
홍백전과 시범 경기에서 기대 이상의 결과를 남긴 것과 제러미 파웰, 우에하라 고지의 부진으로 인해 개막 이후부터 선발 로테이션에 합류했다. 전반기에서는 안정한 투구를 보여주며 4월 11일 히로시마 도요 카프전에서는 프로 데뷔 첫 승리를 거뒀고 5월 16일의 요코하마 베이스타스전까지 4연승을 장식하는 등 전반기에서 7승을 기록하는 맹활약을 보였다. 이것에 의해서 다카하시 히사노리, 우쓰미 데쓰야와 함께 ‘선발 좌완 투수 3인방’이라고 불리는 등 유력한 신인왕 후보로 거론되었지만 7월 중순 이후부터 갑작스런 부진과 컨디션 저하로 인해 승리도 없이 끝나면서 20개의 피홈런(리그 4위), 6개의 폭투(공동 8위)를 기록하는 등 끝내 신인왕을 차지하지는 못했다.

#### 2008년
그 해 8경기에 등판했지만 볼넷을 많이 허용하는 등의 제구력 난조로 극도의 부진에 시달리면서 평균자책점도 8점 대에 가까울 정도로 나빠졌다. 2군에서는 13경기에 등판해 8승(2패)과 평균자책점 1.66을 기록해, 최다승(기타니 히사시, 요시노리와 공동), 최고 평균자책점, 최고 승률을 차지했다.

#### 2009년
2군에서 19경기에 등판했고 5승 4패를 기록하면서도 평균자책점은 1.80의 좋은 성적을 남겼다. 시즌 종반에는 1군에 복귀하면서 중간 계투로 등판, 5경기를 무실점 호투로 결과를 남겼고 클라이맥스 시리즈와 일본 시리즈에도 중간 계투로 등판했다.

#### 2010년
야마구치 데쓰야의 선발 전향을 받아 좌완 중간 계투로서 기대되었지만 투구 폼의 변경이 화근이 되어 5.03의 평균자책점으로 뚜렷한 성적을 남기지는 못했다.

#### 2011년
3년 만에 선발로 복귀하여 5월 12일의 요코하마 베이스타스전에서는 시즌 첫 승리 투수가 되었는데 2007년 이후 4년 만이 되는 선발 투수로서의 승리를 거뒀다.

#### 2012년
그 해에는 1군 등판없이 시즌을 마감했고 시즌 종료 후인 11월 13일에 요코가와 후미노리, 이노 스구루와의 맞트레이드로 나카자와 히로키와 함께 도호쿠 라쿠텐 골든이글스에 이적했다.

## 상세 정보

### 출신 학교
- 아마가사키 시립 아마가사키 고등학교
- 리쓰메이칸 대학

### 선수 경력
- 요미우리 자이언츠(2007년 ~ 2012년)
- 도호쿠 라쿠텐 골든이글스(2013년 ~ 2017년)

### 개인 기록

#### 투수 기록
- 첫 등판·첫 선발 : 2007년 4월 4일, 대 주니치 드래건스 2차전(도쿄 돔), 5와 1/3이닝 2실점
- 첫 탈삼진 : 상동, 2회초에 모리노 마사히코로부터
- 첫 승리·첫 선발 승리 : 2007년 4월 11일, 대 히로시마 도요 카프 2차전(히로시마 시민 구장), 6이닝 1실점
- 첫 완투 승리 : 2007년 5월 30일, 대 후쿠오카 소프트뱅크 호크스 1차전(도쿄 돔), 9이닝 2실점
- 첫 홀드 : 2007년 6월 20일, 대 지바 롯데 마린스 4차전(도쿄 돔), 5회초에 3번째 투수로서 구원 등판, 2이닝 무실점

#### 타격 기록
- 첫 안타 : 2007년 4월 4일, 대 주니치 드래건스 2차전(도쿄 돔), 5회말에 나가미네 쇼지로부터 좌전 안타
- 첫 타점 : 2007년 7월 4일, 대 도쿄 야쿠르트 스왈로스 10차전(메이지 진구 야구장), 4회초에 세스 그레이싱어로부터 투수 앞 스퀴즈

### 등번호
- 28(2007년 ~ 2012년)
- 26(2013년 ~ 2017년)

### 연도별 투수 성적
| 연 도      | 소 속      | 등 판 | 선 발 | 완 투 | 완 봉 | 무 4 구 | 승 리 | 패 전 | 세 이 브 | 홀 드 | 승 률 | 타 자 | 이 닝 | 피 안 타 | 피 홈 런 | 볼 넷 | 고 4 | 몸 맞 | 탈 삼 진 | 폭 투 | 보 크 | 실 점 | 자 책 점 | 평 자 책 | W H I P |
| ---------- | ---------- | ----- | ----- | ----- | ----- | ------- | ----- | ----- | -------- | ----- | ----- | ----- | ----- | -------- | -------- | ----- | ---- | ----- | -------- | ----- | ----- | ----- | -------- | -------- | ------- |
| 2007년     | 요미우리   | 22    | 19    | 1     | 0     | 0       | 7     | 6     | 0        | 1     | .538  | 509   | 121.2 | 116      | 20       | 33    | 2    | 5     | 76       | 6     | 0     | 54    | 48       | 3.55     | 1.22    |
| 2008년     | 요미우리   | 8     | 5     | 0     | 0     | 0       | 0     | 2     | 0        | 0     | .000  | 117   | 23.2  | 35       | 2        | 12    | 0    | 0     | 18       | 1     | 0     | 21    | 21       | 7.99     | 1.99    |
| 2009년     | 요미우리   | 6     | 0     | 0     | 0     | 0       | 1     | 0     | 0        | 0     | 1.000 | 20    | 5.0   | 4        | 0        | 1     | 0    | 1     | 3        | 0     | 0     | 2     | 2        | 3.60     | 1.00    |
| 2010년     | 요미우리   | 21    | 0     | 0     | 0     | 0       | 1     | 0     | 0        | 4     | 1.000 | 91    | 19.2  | 22       | 4        | 8     | 0    | 1     | 18       | 2     | 0     | 15    | 11       | 5.03     | 1.53    |
| 2011년     | 요미우리   | 24    | 8     | 0     | 0     | 0       | 2     | 4     | 0        | 0     | .333  | 243   | 57.1  | 59       | 6        | 12    | 0    | 3     | 40       | 2     | 0     | 29    | 25       | 3.92     | 1.24    |
| 2013년     | 라쿠텐     | 39    | 0     | 0     | 0     | 0       | 1     | 0     | 0        | 9     | 1.000 | 129   | 34.0  | 30       | 1        | 6     | 1    | 0     | 25       | 2     | 0     | 8     | 7        | 1.85     | 1.06    |
| 통산 : 6년 | 통산 : 6년 | 120   | 32    | 1     | 0     | 0       | 12    | 12    | 0        | 14    | .500  | 1009  | 261.1 | 266      | 33       | 72    | 3    | 10    | 180      | 13    | 0     | 129   | 115      | 3.93     | 1.29    |

- 2013년 기준.